# Evert Verwey
Evert Johannes Willem Verweij (ook Verwey) (Amsterdam, 30 april 1905 - Utrecht, 13 februari 1981) was een Nederlands scheikundige.
Verwey studeerde scheikunde aan de Universiteit van Amsterdam, waar hij in 1929 doctoraal examen deed. Gedurende zijn Groningse assistentschap verrichtte Verwey promotie-onderzoek, dat in 1934 werd afgesloten met het proefschrift Dubbellaag en stabiliteit van lyophobe kolloieden dat hij cum laude bij H.R. Kruyt verdedigde.
In 1934 trad hij in dienst van het Philips Natuurkundig Laboratorium in Eindhoven, waar hij meer werk verrichtte op het gebied van de colloïden. Daarnaast hield hij zich ook bezig met de eigenschappen van oxidische materialen. De Verwey-overgang in magnetiet is bijvoorbeeld naar hem vernoemd.
In 1967 vonden zijn wetenschappelijke verdiensten, die in 1949 door het lidmaatschap van de Koninklijke Nederlandse Akademie van Wetenschappen (KNAW) al erkenning gevonden hadden, hun bekroning in een eredoctoraat van de TH te Delft.
In 1946 werd Verwey naast H.B.G. Casimir en Henne Rinia benoemd tot directeur van het NatLab.
Hij was getrouwd met Hilda Verwey-Jonker.